# Nadolnik (gmina Włoszczowa)
Nadolnik (Młyn Nadolnik) – osada w Polsce położona w województwie świętokrzyskim, w powiecie włoszczowskim, w gminie Włoszczowa.

W latach 1975–1998 miejscowość administracyjnie należała do województwa kieleckiego.